# Tankiy
Tankiy est une localité du Cameroun située dans la commune d’Oku (Elak-Oku) et le département du Bui.

## Population
Lors du recensement de 2005, on a dénombré 348 personnes : soit 172 femmes et 176 hommes.